# Pooum
Pooum (en macédonien Поум, en albanais Poumi) est un village du sud-ouest de la Macédoine du Nord, situé dans la municipalité de Struga. Le village comptait 168 habitants en 2002. Il est majoritairement albanais.

## Démographie
Lors du recensement de 2002, le village comptait :
- Albanais : 164 ;
- autres : 4.